# 太伯山
太伯山 ，是朝鲜半岛古籍里提到的山峰。
关于“檀君神话”中的“太伯山”，高丽僧人一然(1206—1289)在《三国遗事》自注中明确指出:“太伯，今妙香山。”《新增东国舆地胜览》指出:“妙香山，在府东一百三十里，一名太伯山。”后世学者也多将太伯山(太白山)视为今妙香山。大约到18世纪末，朝鲜人开始将太白山定位为“白头山”或“长白山”，其代表人物是安鼎福(1712—1791)，他在《东史纲目·太伯山考》中根据新罗文人崔致远《上太师侍中状》中关于“高句丽残孽类聚，北依太白山下，国号渤海”的说法，一改前人的解释，谓“太白山”(太伯山)即“白头山”，亦即长白山。其后，附和者渐众。直到现在，还有不少人袭其谬说，将今长白山同“檀君神话”中的“太伯山”联系起来，并进一步将中国的东北视为“古朝鲜”的疆域。
朝鲜古籍见《三国遗事》：
“云 昔有桓因 谓帝释也 庶子桓雄 数意天下 贪求人世 父知子意 下视三危太伯 可以弘益人间 乃授天符印三个 遣往理之 雄率徒三千 降于太伯山顶 即太伯今妙香山 神坛树下 谓之神市 是谓桓雄天王也 将风伯雨师云师 而主谷主命主病主刑主善恶 凡主人间三百六十余事 在世理化”
– ‘三国遗事’ 卷第一 纪异 第一